# Phytometra modesta
Phytometra modesta là một loài bướm đêm trong họ Erebidae.